# 파이어라이트 (밴드)
파이어라이트는 몰타의 컨트리, 포크 장르의 밴드로 유로비전 송 콘테스트 2014에서 "Coming Home"이라는 곡으로 몰타를 대표했다.